# Eschata ochreipes
Eschata ochreipes là một loài bướm đêm trong họ Crambidae.